# Santos Challenger 1983
Il Santos Challenger 1983 è stato un torneo di tennis facente parte della categoria ATP Challenger Series nell'ambito dell'ATP Challenger Series 1983. Il torneo si è giocato a Santos in Brasile dal 18 al 24 luglio 1983 su campi in terra rossa.

## Vincitori

### Singolare
Julio Goes ha battuto in finale  Carlos Kirmayr con il punteggio di 6–2, 6–3

### Doppio
Junie Chatman /  Leo Palin hanno battuto in finale  Edvaldo Oliveira /  Fernando Roese con il punteggio di 7–6, 6–2